# Operacja Musketoon
Operacja Musketoon – kryptonim brytyjsko-norweskiego rajdu komandosów podczas II wojny światowej. Celem operacji było sabotowanie okupowanej przez Niemców norweskiej elektrowni wodnej Glomfjord w dniach 11–21 września 1942 r.
Atakujący składali się z dwóch oficerów i ośmiu szeregowych z Commando nr 2 oraz dwóch żołnierzy Norweskich Sił Zbrojnych na Uchodźstwie, którzy byli członkami Special Operations Executive. Przepłynąwszy łodzią podwodną przez Morze Północne, po przybyciu do Norwegii komandosi zaatakowali i uszkodzili elektrownię, doprowadzając do jej zamknięcia przez resztę wojny.
Aby uniknąć niemieckiej grupy poszukiwawczej, żołnierze podzielili się na dwie grupy. Pierwsza grupa czterech komandosów dotarła do neutralnej Szwecji i ostatecznie została repatriowana do Wielkiej Brytanii. Druga grupa została schwytana; jeden żołnierz zmarł z ran, a pozostałych siedmiu zabrano do Niemiec, przesłuchano i następnie rozstrzelano w obozie koncentracyjnym Sachsenhausen.

## Tło sytuacyjne
Po ewakuacji Brytyjskich Sił Ekspedycyjnych z Dunkierki w ramach operacji Dynamo w 1940 r. premier Winston Churchill wezwał do gromadzenia i wyposażenia sił w celu zadawania strat Niemcom i wzmocnienia brytyjskiego morale. Churchill powiedział Szefom Połączonego Sztabu, aby zaproponowali środki ofensywy przeciwko okupowanej przez Niemców Europie: „Muszą być przygotowani specjalnie wyszkoleni żołnierze, myśliwi, którzy mogą rozpętać terror wzdłuż wrogiego wybrzeża”. Oficer sztabowy, ppłk Dudley Clarke, przedłożył propozycję gen. Johnowi Dillowi, szefowi Imperialnego Sztabu Generalnego, który zatwierdził propozycję Clarke'a. Trzy tygodnie później miał miejsce pierwszy rajd komandosów. Atakujący nie zgromadzili żadnych danych wywiadowczych ani nie uszkodzili żadnego niemieckiego sprzętu, ale zabili dwóch niemieckich wartowników.
No. 2 Commando to jednostka specjalna armii brytyjskiej. Pierwsza jednostka o tej nazwie powstała z brytyjskich ochotników i zawsze miała być jednostką spadochronową. 22 czerwca 1940 r. No. 2 Commando zostało przekazane do służby powietrznodesantowej, a 21 listopada przemianowane na 11. batalion Special Air Service i ostatecznie na 1. batalion spadochronowy. Po zmianie nazwy na 11. batalion rozpoczęto formowanie drugiego No. 2 Commando. Nowa jednostka znalazła się pod dowództwem płk. Augusta Charlesa Newmana. Ich pierwsza akcja miała miejsce, gdy dwóch żołnierzy wsparło No. 3 Commando w rajdzie na Vågsøy (operacja Archery) w grudniu 1941 r., a następnie przyłączyło się do rajdu na Saint-Nazaire w marcu 1942 r. Kolejną akcją z udziałem żołnierzy No. 2 Commando była operacja Musketoon. Jej celem było zniszczenie elektrowni wodnej Glomfjord, na południe od Narwiku, która zaopatrywała w energię fabrykę aluminium w okolicy.
Elektrownia Glomfjord została zbudowana u ujścia fiordu w 1918 roku na płaskowyżu opadającym prosto do morza. Zakład składał się z trzech budynków; najdłuższa była hala maszynowa, w środkowym budynku mieściła się sterownia i pomieszczenia biurowe, a ostatni budynek liczył trzy piętra i mieścił specjalistyczną aparaturę. Elektrownię zasilały dwie rury wodociągowe, którymi woda spływała z góry z jezior śródlądowych. Oprócz fabryki aluminium stacja dostarczała energię także do okolicznych wiosek.

## Misja

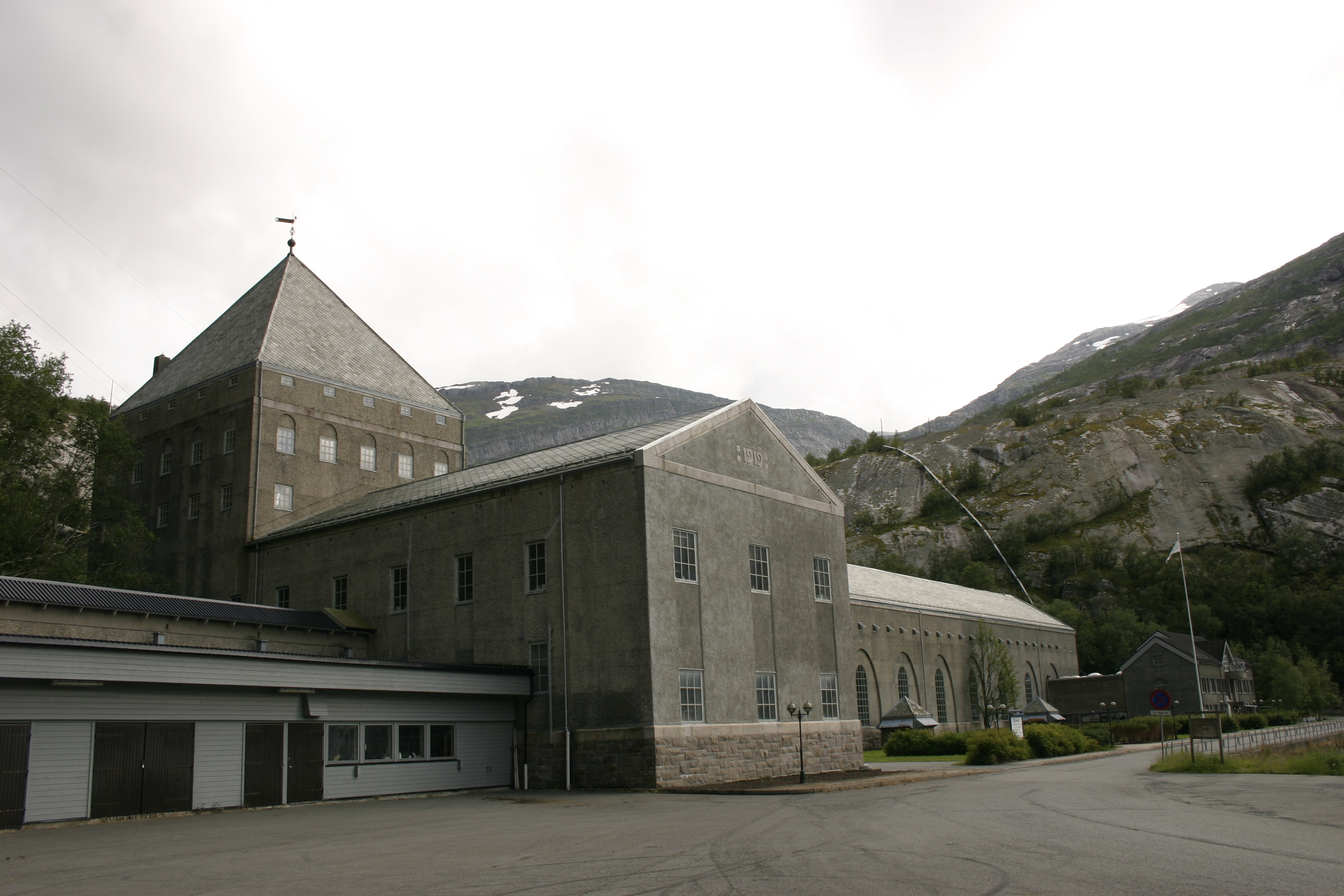
Budynki elektrowni Glomfjord od frontu (widok współczesny)

Do operacji Musketoon wybrano dwóch oficerów i ośmiu szeregowych z No. 2 Commando oraz dwóch norweskich kaprali z 1. niezależnej kompanii norweskiej, podlegającej pod zwierzchnictwo Special Operations Executive. Rajdem dowodził kpt. Graeme Black urodzony w Ontario w Kanadzie i jego zastępca, kpt. Joseph Houghton. Pozostali żołnierze No. 2 Commando przeznaczeni do akcji to: s. sierż. Miller Smith, sierż. Richard O’Brien, bomb. William Chudley i szeregowcy: John Fairclough, Cyril Abram, Eric Curtis, Reginald Makeham oraz Fred Trigg. Dwoma norweskimi kapralami byli Erling Djupdraet i Sverre Granlund. Przed wyjazdem do Norwegii zespół trenował przez dwa tygodnie w dużej posiadłości wiejskiej w Szkocji. Początkowo planowano, że komandosi zostaną zabrani po akcji łodzią pływającą Short Sunderland, ale pomysł ten został anulowany przed misją ze względu na zbyt wysokie ryzyko zestrzelenia samolotu, a grupa miała zamiast tego udać się do neutralnej Szwecji. Każdy mężczyzna otrzymał specjalne wyposażenie, w tym jedwabną mapę Norwegii i Szwecji, papierową mapę Rosji i pewną ilość norweskich koron. Nosili także po dwa kompasy (po jednym wszytym w każdą zakładkę kołnierza), ostrze do piły, nóż szturmowy Fairbairn-Sykes i pistolet Colt M1911. Jedyną inną bronią osobistą pobraną przed akcją był wytłumiony pistolet maszynowy Sten, niesiony przez kpt. Houghtona.

### Przeprawa morska
Do transportu komandosów przez Morze Północne wykorzystano okręt podwodny klasy Minerve Junon należący do Marynarki Wojennej Wolnej Francji pod dowództwem komandora Querville'a. Junon został wybrany, ponieważ sylwetką przypominał wygląd niemieckiej łodzi podwodnej, co mogło być wykorzystane, jeśli zostałby zauważony na powierzchni. Okręt podwodny opuścił Orkady 11 września 1942 r. o 11:40, eskortowany na brytyjskich wodach terytorialnych przez łodzie podwodne Royal Navy HMS „Sturgeon”, „Tigris” i „Thunderbolt”. Junon przepłynął niewykryty przez Morze Północne i niedaleko Glomfjord podniósł się na głębokość peryskopu, gdzie odkrył, że pływa nad nim statek rybacki. O krok od katastrofy łódź podwodna zanurzyła się głębiej, ale wydaje się, że zdarzenie to nie wpłynęło negatywnie na dalsze działania. Dowódca rajdu, kpt. Black zdecydował się na frontalny atak, ponieważ nie spodziewano się, żeby jakakolwiek niemiecka obrona mogła się spodziewać takiej akcji. Okręt podwodny wpłynął do Bjaerangsfjord na południe od Glomfjord 15 września.

### Rajd
Okręt podwodny osiadł na dnie fiordu aż do ciemności i wynurzył się o 21:15, aby wyrzucić łódki na ląd. Komandosi dotarli do brzegu, schowali pontony pod kamieniami i mchem, a następnie ruszyli w góry do Glomfjord, docierając do lodowca niezauważeni. Kpt. Houghton i kpr. Granlund, Norweg, ruszyli na rozpoznanie okolicy, zanim grupa zaczęła wspinać się na górę. W pewnym momencie musieli pokonać prawie pionową ścianę skalną przed osiągnięciem szczytu. Komandosi nie wiedzieli, że spodziewano się ich obecności. W okolicy znajdowała się niemiecka ekspedycja topograficzna, a jej dowódca, por. Wilhelm Dehne zauważył niezidentyfikowane postacie nad Glomfjord. Później odkrył także angielskie paczki papierosów Player's i resztki polowego obozowiska. Na szczęście dla komandosów, jego droga powrotna do Glomfjord biegła daleko od ich nowego obozu z widokiem na elektrownię.
Odpoczywając w kryjówce przez następny dzień, komandosi omówili plan ataku i wycofania się z tego obszaru. Opuścili obóz 17 września o godz. 20:00, aby rozpocząć atak. Podczas zbliżania się odkryli niewielki statek cumujący w fiordzie; obawiając się, że zostaną zauważeni, postanowili przełożyć akcję i wrócić do obozu. O świcie nie byli w stanie dotrzeć do swojej kryjówki; lecz nawet kiedy znajdowali się w odsłoniętym miejscu, nadal zdecydowali, że najlepiej będzie pozostać tam do zmroku. Ponownie dotarli do swojej kryjówki w nocy 18 września. W tym momencie jednak komandosom brakowało zapasów, a kpt. Black rozkazał, aby atak odbył się następnego wieczora, 19/20 września, bez względu na wszystko.
Komandosi zostali podzieleni na dwie grupy. Pierwsza składająca się z sierż. O’Briena, bomb. Chudleya i szer. Curtisa miała sabotować dwie wysokociśnieniowe rury wodociągowe o średnicy 2,1 m, prowadzące ze szczytu góry do elektrowni. Dotarłszy do swojego celu, podłożyli plastik w okrągłym wzorze, aby wybić w rurach otwór o długości 0,91 m. Podłączając zapalnik z 30-minutowym opóźnieniem, czekali, aby usłyszeć odgłos wybuchów wewnątrz zakładu, co było sygnałem do aktywacji założonego tam zapalnika.
Pozostałych dziewięciu komandosów wyruszyło na tyły elektrowni; siedmiu weszło do hali maszynowej, pozostawiając dwóch ludzi na straży. Komandosi w elektrowni odkryli, że Niemcy opuścili sterownię i tylko norweski inżynier był wówczas na służbie. Sierż. Smith i szer. Fairclough zostali wyznaczeni do zainstalowania materiałów wybuchowych pomiędzy maszynami w elektrowni, a pozostali komandosi zlokalizowali obszar, w którym pracowali i spali norwescy robotnicy. Zebrano cywilnych pracowników i kazano im opuścić elektrownię tunelem o długości ponad 1,6 km, który był jedyną drogą lądową pomiędzy stacją a wioskami wokół fiordu. Zbliżając się do tunelu, kpr. Granlund zabił niemieckiego strażnika, lecz drugiemu udało się zbiec tunelem, aby podnieść alarm. W celu opóźnienia przybycia niemieckich posiłków, komandosi zostawili bomby dymne w tunelu. Do tego czasu żołnierze w elektrowni zainstalowali materiały wybuchowe z zapalnikami z 10-minutowym opóźnieniem zarówno w turbinach, jak i na generatorach.

### Pojmanie
Po usłyszeniu eksplozji w elektrowni grupa O’Briena zdetonowała materiały wybuchowe i obie grupy wycofały się na wzgórza, w momencie gdy niemieckie posiłki przybywały na ten obszar. Niemcy nie chcieli wejść do tunelu, bojąc się, że może to być pułapka i użyli cywilnych łodzi należących do miejscowych rybaków, aby ominąć tunel i dotrzeć do elektrowni okrężną drogą. Kpr. Granlund szedł przed główną grupą, próbując znaleźć kładkę dla pieszych, by pomóc kolegom w ucieczce. Znalazł schronisko górskie zajęte przez trzech Norwegów, których poprosił o wskazówki; lecz wszystko, co mogli dla niego zrobić, to narysować mu mapę. Granlund wyszedł, by rozejrzeć się ponownie, ale wkrótce potem wrócił do chaty, nie mogąc znaleźć drogi w ciemności. W tym czasie dołączył do niego Houghton i drugi Norweg, Djupdraet. Nieoczekiwanie podczas nieobecności Granlunda do chaty przybyło dwóch Niemców, który przystąpili do przesłuchiwania mieszkańców. W chaotycznej walce jeden z Niemców został zabity, a drugi ranny. Kpr. Djupdraet również odniósł rany, dźgnięty bagnetem w brzuch.
Pozostali komandosi przybyli na miejsce i zarządzili pierwszą pomoc dla kpr. Djupdraeta. Jego rana była tak ciężka, że postanowili go pozostawić w chacie. Reszta żołnierzy podzieliła się na dwie grupy, aby uniknąć niemieckich oddziałów poszukiwawczych i tak ruszyła dalej w górę. Pierwsza grupa, składająca się z O’Briena, Granlunda, Fairclougha i Trigga, udała się na północ wokół gór. Druga grupa, z Blackiem, Houghtonem, Smithem, Chudleyem, Curtisem, Abramem i Makehamem wybrała drogę południową. Druga grupa została odkryta przez Niemców, którzy otworzyli ogień, raniąc Houghtona w prawe ramię; otoczeni komandosi zostali zmuszeni do poddania się. Grupa O’Briena rozpadła się, Granlund wyruszył sam; ostatecznie wszyscy dotarli do Szwecji bez dalszych trudności i zostali repatriowane samolotami na lotnisko RAF Leuchars. Kpr. Djupdraet zmarł z ran w norweskim szpitalu, trzy dni po rajdzie. Pozostałych siedmiu jeńców wojennych wysłano do Niemiec.
Zostali umieszczeni w zamku Colditz i osadzeni w izolatce, gdzie Blackowi udało się nawiązać kontakt z por. RAF-u Dominikiem Bruce’em (znanym jako The Medium Sized Man), nadając jemu i innym pseudonimy, które zostały przekazane MI5 w Londynie. Bruce był ostatnim Brytyjczykiem, który rozmawiał z Blackiem; 13 października 1942 r. zostali przewiezieni do kwatery głównej Reichssicherheitshauptamt (RSHA) w Berlinie, gdzie przesłuchiwani byli kolejno przez Obergruppenführera Heinricha Müllera. Pozostawali w Berlinie do 22 października, kiedy zostali przewiezieni do obozu koncentracyjnego Sachsenhausen. Następnego dnia, 23 października, zamordowano ich strzałem w kark i skremowano ich ciała. Byli to pierwsi komandosi, którzy zginęli na mocy Kommandobefehl wydanego 18 października 1942 r. przez Adolfa Hitlera, wzywającego do egzekucji wszystkich schwytanych komandosów. Oficjalna niemiecka wersja przekazana Czerwonemu Krzyżowi była taka, że siedmiu więźniów uciekło i nie zostało schwytanych.

## Następstwa
Rajd uznano za wielki sukces, ponieważ wydawało się wysoce prawdopodobne, że elektrownia zostanie zamknięta na czas wojny. Po powrocie do Wielkiej Brytanii i podsumowaniu operacji O’Brien otrzymał Medal Wybitnego Zachowania, a Trigg i Fairclough otrzymali Medale Wojskowe. Granlund zginął w lutym 1943 r. wraz z jednym brytyjskim i czterema norweskimi komandosami w ramach operacji Seagull, kiedy norweska łódź podwodna KNM „Uredd” zatonęła u wybrzeży Norwegii. Trigg został zabity we Włoszech i pochowany na cmentarzu w Cassino; O’Brien i Fairclough przeżyli wojnę.
15 listopada 1945 r. Black otrzymał pośmiertnie Order Wybitnej Służby, a Houghton Krzyż Wojskowy antydatowany na 22 listopada 1942 r.. Oni oraz pozostałych pięciu żołnierzy rozstrzelanych po operacji Musketoon zostali upamiętnieni na tablicy pamiątkowej w byłym obozie koncentracyjnym Sachsenhausen i na Brookwood Memorial. Pomnik w Brookwood jest poświęcony mężczyznom i kobietom służącym w armii brytyjskiej i armiach Brytyjskiej Wspólnoty Narodów, którzy zginęli podczas II wojny światowej i nie mają swojego grobu.
Dowódca niemieckich sił w Norwegii, płk Nikolaus von Falkenhorst został schwytany po wojnie i osądzony przez brytyjski sąd wojskowy za udział w realizacji zbrodniczego Kommandobefehl. Uznany za winnego wszystkich ośmiu zarzucanych mu przypadków nakłaniania sił pod jego dowództwem do zabijania komandosów schwytanych w rajdach lub przekazania jeńców wojennych do Sicherheitsdienst (SD) w celu wykonania egzekucji, został skazany na śmierć, lecz karę zamieniono na dożywocie. Został zwolniony z więzienia w 1953 r. i zmarł w 1968 r.